# Classe Kongō (contratorpedeiros)
A Classe Kongō Kongō-gata Goeikan (こんごう型護衛艦) é uma classe de contratorpedeiros de mísseis guiados da Força de Autodefesa Marítima do Japão. É o primeiro contratorpedeiro de mísseis (DDG) da Força Marítima do Japão equipado com o sistema Aegis (AWS) e também é o primeiro navio Aegis de propriedade estrangeira que não seja a Marinha dos Estados Unidos.

## Projeto
O design é baseado nos contratorpedeiros da classe Arleigh Burke da Marinha dos Estados Unidos. O casco adotou o design do convés de abrigo como nos contratorpedeiros japoneses anteriores, mas foi alargado para suportar a superestrutura com quatro antenas PESA , assim como os navios americanos. Devido a esse casco alargado, o painel externo é inclinado para reduzir a largura da linha d'água, o que também tem o efeito de reduzir a área da seção transversal do radar.

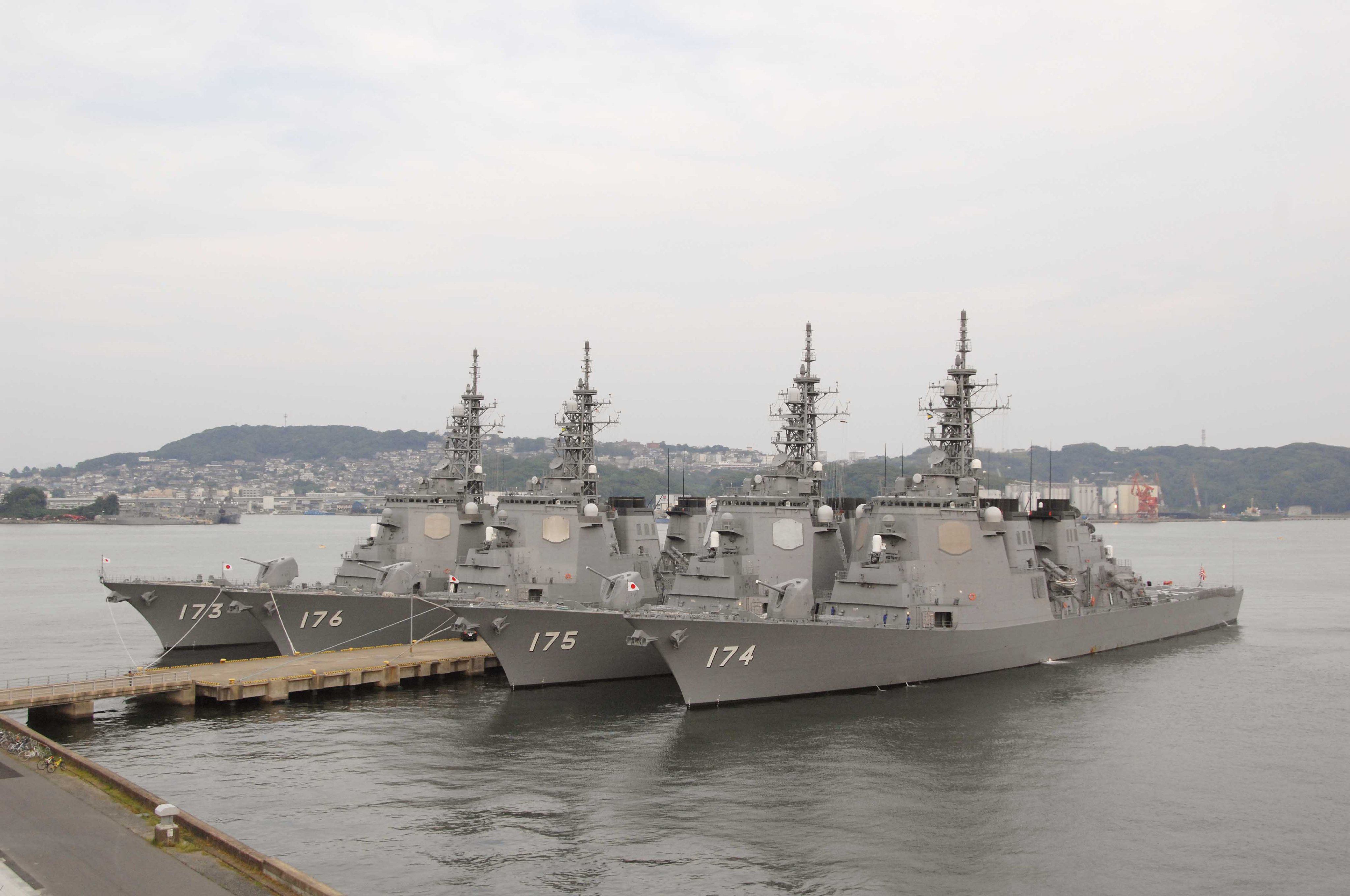
Todos os quatro contratorpedeiros

Como são construídos para diferentes requisitos operacionais dos contratorpedeiros da classe Arleigh Burke, como para transportar equipamento de comando extra, o arranjo interno dos navios da classe Kongō é bem diferente do projeto original no qual são baseados. As características externas reconhecíveis são o mastro vertical e a superestrutura ampliada para transportar equipamento de quartel-general suficiente para que pudessem atuar como uma nau capitânia.
Os sistemas de propulsão são quase os mesmos da classe Arleigh Burke, movidos por quatro turbinas a gás Ishikawajima-Harima LM2500, dando-lhes uma velocidade máxima de 30 nós (56 km/h; 35 mph).

## Equipamentos

### Mísseis da classe Kongō
Os navios estão armados com os mísseis superfície-ar RIM-66 SM-2MR bloco II e os mísseis antinavio RGM-84 Harpoon. O sistema de lançamento vertical (VLS) de comprimento de ataque mk41 pode transportar um total de 90 mísseis SM-2MR, dos quais 21 mísseis são alojados nas células de proa e 61 mísseis nas células de popa do VLS.

#### Armas
O canhão principal instalado é o Oto-Breda de calibre 127 mm/54, ele pode disparar 40 tiros por minuto em um alcance de 30 quilômettros. Há dois sistemas de curto alcance Phalanx de 20 mm (CIWS).

##### Torpedos e foguetes ASW
Dois tubos de torpedo triplo tipo 68 são usados nos navios para funções ASW. Esses tubos podem lançar seis torpedos mk46. O navio também é equipado com foguetes antissubmarinos RUM-139 lançados verticalmente.

###### Radares e sensores
O conjunto de sensores inclui um radar de busca aérea SPY-1D, um radar de busca de superfície OPS-28 e um radar diretor de mísseis. O sonar é de baixa frequência OQS-102 montado na proa. Há um interceptador ou bloqueador NOLQ-2 instalado no contratorpedeiro.

## Navios
| Nome      | Nº de amura | Batimento de Quilha | Lançado                | Comissionado        | Porto de origem |
| --------- | ----------- | ------------------- | ---------------------- | ------------------- | --------------- |
| Kongō     | DDG-173     | 8 de maio de 1990   | 26 de setembro de 1991 | 25 de março de 1993 | Sasebo          |
| Kirishima | DDG-174     | 7 de abril de 1992  | 19 de agosto de 1993   | 16 de março de 1995 | Yokosuka        |
| Myōkō     | DDG-175     | 8 de abril de 1993  | 5 de outubro de 1994   | 14 de março de 1996 | Maizuru         |
| Chōkai    | DDG-176     | 29 de maio de 1995  | 27 de agosto de 1996   | 20 de março de 1998 | Sasebo          |